# 枕状虎耳草
枕状虎耳草（学名：Saxifraga culcitosa）为虎耳草科虎耳草属下的一个种。

## 扩展阅读
- 維基物種上的相關：枕状虎耳草